# Scaevola parvifolia
Scaevola parvifolia är en tvåhjärtbladig växtart. Scaevola parvifolia ingår i släktet Scaevola och familjen Goodeniaceae.

## Underarter
Arten delas in i följande underarter:
- S. p. acuminata
- S. p. parvifolia
- S. p. pilbarae